# Badur (Cirinten)
Badur is een bestuurslaag in het regentschap Lebak van de provincie Banten, Indonesië. Badur telt 2562 inwoners (volkstelling 2010).